# ISO 3166-2:AF
ISO 3166-2:AF este o secțiune a ISO 3166-2, parte a standardului ISO 3166, publicat de Organizația Internațională de Standardizare (ISO), care definește codurile pentru subdiviziunile Afganistanului (a cărui cod ISO 3166-1 alpha-2 este AF).
În prezent 34 de provincii au asignate coduri. Fiecare cod începe cu AF-, urmat de trei litere.

## Codurile actuale
Codurile și numele diviziunilor sunt listate așa cum se regăsesc în standardul publicat de Agenția de Mentenanță a standartului ISO 3166 (ISO 3166/MA). Faceți click pe butonul din capul listei pentru a sorta fiecare coloană.
| Code   | Nume subdiviziune     |
| ------ | --------------------- |
| AF-BDS | Badahșan              |
| AF-BDG | Bādghīs               |
| AF-BGL | Baghlān               |
| AF-BAL | Balkh                 |
| AF-BAM | Bāmīān                |
| AF-DAY | Dāykondī              |
| AF-FRA | Farāh                 |
| AF-FYB | Fāryāb                |
| AF-GHA | Ghaznī                |
| AF-GHO | Ghowr                 |
| AF-HEL | Helmand               |
| AF-HER | Herāt                 |
| AF-JOW | Jowzjān               |
| AF-KAB | Kābul [Kābol]         |
| AF-KAN | Kandahār              |
| AF-KAP | Kāpīsā                |
| AF-KHO | Khost                 |
| AF-KNR | Konar [Kunar]         |
| AF-KDZ | Kondoz [Kunduz]       |
| AF-LAG | Laghmān               |
| AF-LOW | Lowgar                |
| AF-NAN | Nangrahār [Nangarhār] |
| AF-NIM | Nīmrūz                |
| AF-NUR | Nūrestān              |
| AF-ORU | Orūzgān [Urūzgān]     |
| AF-PIA | Paktīā                |
| AF-PKA | Paktīkā               |
| AF-PAN | Panjshīr              |
| AF-PAR | Parwān                |
| AF-SAM | Samangān              |
| AF-SAR | Sar-e Pol             |
| AF-TAK | Takhār                |
| AF-WAR | Wardak [Wardag]       |
| AF-ZAB | Zābol [Zābul]         |